# استان‌های رواندا

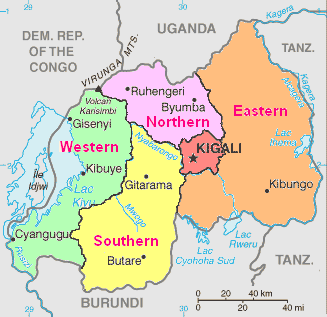
استان‌های رواندا

از تاریخ یکم ژانویه ۲۰۰۶ کشور رواندا به پنج استان تقسیم شده است:
| استان  | مرکز      | مساحت km2 | جمعیت (سرشماری ۲۰۱۲) |
| ------ | --------- | --------- | -------------------- |
| کیگالی | کیگالی    | ۷۳۰       | ۱٬۱۳۲٬۶۸۶            |
| شمالی  | بیومبا    | ۳٬۲۷۶     | ۱٬۷۲۶٬۳۷۰            |
| شرقی   | رواماگانا | ۹٬۴۵۸     | ۲٬۵۹۵٬۷۰۳            |
| جنوبی  | نیانزا    | ۵٬۹۶۳     | ۲٬۵۸۹٬۹۷۵            |
| غربی   | کیبویه    | ۵٬۸۸۳     | ۲٬۴۷۱٬۲۳۹            |